# Страйки під час пандемії COVID-19
Під час пандемії COVID-19 страйки відбувалися внаслідок багатьох факторів, зокрема внаслідок недостатньої оплати за ризиковані умови праці або низьку оплату праці, небезпечні умови праці (внаслідок незабезпечення соціального дистанціювання або відсутності засобів індивідуального захисту), нездатності платити орендну плату. Ці страйки відокремлюються від різноманітних протестів, які відбувалися внаслідок реакції на пандемію.

## Загальний огляд
Пандемія COVID-19 у США призвела до найбільшої загальної кількості інфікувань і смертей серед усіх країн, хоча на душу населення вона не є найвищою. Пандемія призвела до тимчасового підвищення рівня безробіття з приблизно 2 до майже 18 % робочої сили, що вище, ніж під час Великої Рецесії, але нижче, ніж на піку Великої депресії в 1933 році. Багато власників підприємств і закладів, які не надавали життєво необхідні послуги, за пропозицією Центрів з контролю та профілактики захворювань запровадили дистанційну роботу, щоб уникнути зараження на робочому місці, і до кінця березня 2020 року в усіх 50 штатах США були підтверджені випадки зараження та смерті від COVID-19, та було запроваджено заборону виходити з помешкання. У зв'язку з високим рівнем безробіття та соціальної несправедливості, які яскраво проявилися під час пандемії, з різних причин працівники почали страйкувати, включаючи страйки у зв'язку з несплатою орендної плати, страйки у в'язницях, страйки в університетах і страйки робітників.

## Страйки в закладах пенітенціарної системи
Під час пандемії COVID-19 було виявлено низку проявів соціальної нерівності, у тому числі й недоліки пенітенціарної системи в США, яка не витримувала внаслідок запровадження надзвичайного стану у зв'язку із надзвичайною ситуацією у сфері охорони здоров'я. У зв'язку зі збільшенням ув'язнених у США та погані умови перебування у в'язницях серед ув'язнених у 5 разів більше шансів заразитися COVID-19. У 392595 ув'язнених підтверджено позитивний результат тесту на COVID-19, і 2516 осіб у в'язницях померли від ускладнень коронавірусної хвороби. У США найвищий у світі рівень ув'язненості, і в'язниці там часто переповнені, а в'язні знаходяться в антисанітарних умовах, що спричиняє труднощі з дотриманням рекомендацій Центрів з контролю та профілактики захворювань, таких як соціальне дистанціювання та дезінфекція рук, оскільки дезінфікуючі засоби для рук часто заборонені або обмежені у виправних установах. Унаслідок зростання кількості випадків і скупченості людей тисячі в'язнів були звільнені; однак і далі продовжували виникати страйки, оскільки в'язні протестували проти поганих умов перебування в ув'язненні.
У в'язниці округу Йорк в Пенсільванії в'язні оголосили голодування. Ще одне голодування відбулося у в'язниці Отай-Меса в Каліфорнії 17 квітня 2020 року.
Крім того, затримані міграційною службою США почали страйк на знак протесту проти утримання в небезпечних і переповнених приміщеннях міграційної служби. 60 жінок, які перебували у Північно-західному центрі ув'язнення міграційної служби в Такомі у штаті Вашингтон, організували голодування з вимогою звільнити всіх осіб з груп ризику. Затримані іммігранти в трьох закладах міграційної служби в Нью-Джерсі організували голодування, у якому взяли участь 86 осіб, які утримувалися у закладах міграційної служби у Ньюарку. Вони голодували, вимагаючи їх звільнення через неможливість зупинити поширення COVID-19 у закладі. Реакція на ці голодування в деяких випадках була насильницькою: співробітники міграційної служби використовували газові балончики проти групи кубинських біженців в Нью-Мексико після того, як вони організували голодування.

## Страйки унаслідок змін виплати орендної плати

### США
1 квітня 2020 року 32 орендарі житла в Чикаго оголосили страйк. Один з орендодавців у Лос-Анджелесі, намагаючись запобігти страйку через зміни в оплаті орендної плати, надіслав електронний лист 300 орендарям про те, що вони мають виплатити орендну плату, ненавмисно спричинив страйк, надіславши копію, а не приховану копію тих орендарів зі списку, які збирали контактну інформацію для координації страйку. Один з орендарів у Колорадо самостійно оголосив страйк. Група щонайменше з 20 орендарів оголосила страйк в Окленді у штаті Каліфорнія. Група з 10 орендарів в Остіні оголосили страйк щодо орендної плати в одному з будинків.
За даними Національної ради багатоквартирних будинків, 69 % американських орендарів вчасно внесли орендну плату до 5 квітня 2020 року, порівняно з 81 % у березні 2020 року. 8 квітня 13 домогосподарств у Філадельфії оголосили страйк. У травні 2020 року тисячі орендарів Нью-Йорка відмовилися платити орендну плату на час страйку.

### Компанії
Низка комерційних орендарів, зокрема роздрібних торговців, назвали ситуацію з пандемією «форс-мажором» як підставу для анулювання договорів оренди, хоча орендодавці все ще повинні були сплачувати іпотечні платежі. Серед цих компаній зокрема були «Cheesecake Factory», «Mattress Firm» і «Subway», які відмовилися сплачувати орендну плату за квітень 2020 року у зв'язку з пандемією, та, як наслідок, зупинкою їх роботи.

### Організації
Під час пандемії у 2020 році була створена організація активістів «Rent Strike 2020» для організації широкомасштабних страйків щодо виплати орендної плати. Група зі 100 орендарів у Кенті в штаті Огайо сформувала Союз орендарів Кента, який склав список вимог щодо сплати орендної плати.
Міжнародний альянс мешканців, мережа низових організацій, заснував Міжнародний трибунал з виселень, який проводив засідання та співпрацював з Доповідачем ООН з права на житло.

### Інші країни

#### Австралія
Петиція, організована альянсом «Нація Кулін», що є відділенням організації Індустріальні робітники світу в Мельбурні, зібрала майже 20 тисяч підписів на своїй сторінці. Це підштовхнуло організацію груп підтримки страйку з невиплати орендної плати для підготовки до 31 березня 2020 року, коли орендарі з кількох районів міста надіслали листи-вимоги компаніям з нерухомості та орендодавцям із заявою про свій намір припинити сплату орендної плати, починаючи з квітня. Початкова організація страйку відбулася до оголошення федеральним урядом Австралії мораторію на виселення на 6 місяців, і продовжилася після прийняття цього мораторію.

#### Велика Британія
У Великій Британії всі процедури виселення були призупинені, а на нові процедури було накладено тримісячний мораторій з можливістю продовження. Крім того, для орендарів житла була доступна побутова допомога в різних формах, та була поширена підтримка орендодавців через банки. Проте студенти Університету Західної Англії та Бристольського університету оголосили страйк проти низки орендодавців, які продовжували стягувати з них повну орендну плату. Студенти Манчестерського університету в листопаді 2020 року розпочали страйк щодо орендної плати та окупаційний протест, вимагаючи зниження орендної плати на 40 % протягом 2020—2021 навчального року, можливості дострокового припинення оренди без штрафних санкцій, та додаткової допомоги студентам, які перебувають на самоізоляції. У відповідь на страйк щодо орендної плати університет знизив орендну плату на 30 % для всіх студентів в університетських гуртожитках. Восени 2020 року також повідомлено про страйки щодо орендної плати в Університеті Глазго, що призвело до одномісячної знижки плати за гуртожиток.

## Університетські страйки

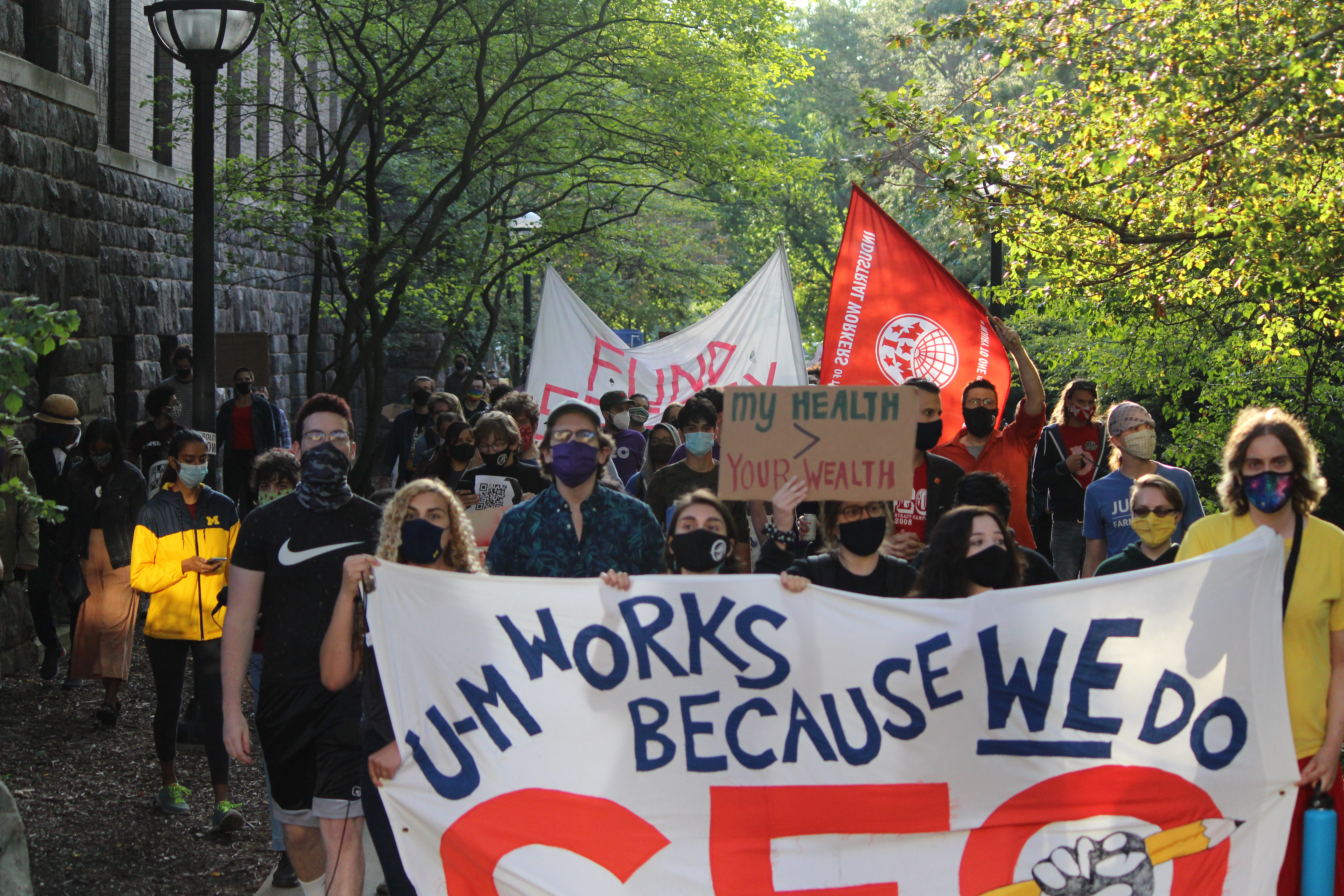
Протест під час страйку аспірантів у Мічигані у 2020 році.

### Університетські страйки в США
Студенти Чиказького університету оголосили страйк щодо умов навчання, подібні страйки відбулися в коледжі Помона та Новій школі. Студенти Вассарського коледжу у Пукіпсі оголосили страйк від занять після того, як університет відмовився запровадити систему «Universal Pass» для аудиторій під час пандемії. Аспіранти Колумбійського університету оголосили страйк, заявивши, що їм потрібно скасувати орендну плату, збільшити стипендії на дослідження та додати додатковий рік до їхніх програм, щоб надолужити втрачений час унаслідок пандемії.
8 вересня 2020 року профспілка аспірантів Університету Мічигану оголосила страйк через занепокоєння щодо планів відновлення занять. Страйк припинився 17 вересня після угоди між профспілкою та університетом.
15 березня 2021 року аспіранти Колумбійського університету — члени Об'єднаної профспілки автобудівників — розпочали страйк в університеті через проблеми з визнанням профспілки та непогодженням трудового договору.

### Університетські страйки в інших країнах
Студенти Чилійського університету та Університету Сан-Себастьяна в Чилі оголосили онлайн-страйк на підтримку великої кількості студентів, які не мають комп'ютера або постійного доступу до Інтернету для онлайн-навчання. У 2018—2021 роках у Великій Британії страйки співробітників закладів вищої освіти збіглися з пандемією, хоча вони виникли раніше.
19 жовтня 1300 співробітників допоміжного персоналу Університету Оттави розпочали страйк після 19 місяців безуспішних переговорів через скорочення медичних допомог, обмежене підвищення зарплати унаслідок законопроєкту № 124 провінції Онтаріо, скорочення відпустки по догляду за дитиною, та нові обмеження в пенсійній сфері. Унаслідок обмеження щодо збору інформації про COVID-19, працівникам, які страйкували, довелося використати свою креативність, щоб розробити різні техніки віртуального пікетування для підвищення своєї обізнаності.

## Робітничі страйки

### Огляд загального страйку життєво необхідних працівників у США в 2020 році
Незважаючи на попередження Центрів з контролю та профілактики захворювань, робота, яка вважалася «необхідною» для функціонування суспільства, вимагала від працівників з'являтися на роботу під час пандемії. Це включало різні мережі роздрібної торгівлі медичними, продуктовими товарами та товарами для дому. Різні працівники мереж товарів для дому та продуктових магазинів спочатку скаржилися на те, що клієнти не дотримуються рекомендацій щодо соціального дистанціювання, а також, що компанії не забезпечують належним чином необхідне обладнання та безпеку, необхідну для мінімізації ризику зараження вірусом, і не мають можливості безпечно залишатися вдома, якщо вони заразяться коронавірусом.
1 травня 2020 року найнеобхідніші працівники «Amazon», «Instacart», «Target», «Walmart» і «Whole Foods» організували загальнонаціональний страйк через відсутність заходів безпеки, виплат за небезпечні умови, та пільг під час пандемії коронавірусної хвороби. Дата страйку співвідносилася з Міжнародним днем солідарності трудящих, міжнародним днем святкування та визнання організованої праці. Це була частина хвилі страйків під час пандемії COVID-19. Низка профспілок надали підтримку цим страйкам, зокрема АФП — КВП, «Target Workers Unite», «UFCW» та «IWW».
Профспілки в численних заявах зазначали, що неадекватна підготовка цих компаній до забезпечення безпеки працівників призвела до зростання захворювань і смертей від COVID-19. Профспілка працівників харчової промисловості та торгівлі заявила, що 72 її члени померли, а понад 5 тисяч не працюють через обставини, пов'язані з COVID-19. Низка профспілок надали підтримку цим страйкам, зокрема АФП — КВП, «Target Workers Unite», «UFCW» та «IWW».
Кілька великих зібрань, пов'язаних з цим страйком, відбулися на Стейтен-Айленді поблизу місця, яке багато хто вважає епіцентром пандемії коронавірусної хвороби в Сполучених Штатах. Іншими містами, де відбулися великі страйки, були Лос-Анджелес і Ричмонд у штаті Вірджинія.
Низка високопоставлених політиків, включаючи сенатора Берні Сандерса з Вермонту і Камалу Гарріс з Каліфорнії, висловили солідарність з робітниками.

#### Amazon
Страйки працівників компанії «Amazon» відбулися в середині березня 2020 року в Італії, та з кінця березня до 1 травня 2020 року в різних містах у США.
У Нью-Йорку працівник «Amazon», який допоміг організувати марш на склади Стейтен-Айленду, незабаром був звільнений, а мер Нью-Йорка Білл Де Блазіо наказав провести з цього приводу розслідування. Керівництво компанії «Amazon» планувало заплямувати репутацію організатора. Працівники «Amazon» в районі італійського міста Мілана провели страйк у середині березня 2020 року на знак протесту проти шкідливих умов праці. 1 квітня 2020 року працівники складів «Amazon» у Мічигані запланували страйк через відсутність захисних засобів від коронавірусу. Працівники Amazon відстежували відомі випадки коронавірусу в США та Європі на Reddit унаслідок відсутності прозорості з боку вищого керівництва компанії. У понеділок, 6 квітня, працівники компанії «Amazon» на Стейтен-Айленді знову оголосили страйк щодо дотримання безпечних умов праці.
1 травня 2020 року меншість працівників різних магазинів «Amazon», «Target», «Instacart» і «Whole Foods» приєдналися до скоординованих виходів із роботи або лікарняних, що було названо «загальним страйком життєво необхідних працівників».
Представник компанії «Amazon» Ав Замміт сказав, що, незважаючи на ці страйки, компанія все ще функціонує, і на бізнес не вплинули хвороби в місцях розташування її філій. Замміт сказав щодо хвороб працівників: «справа в тому, що сьогодні переважна більшість із понад 840 тисяч наших співробітників у всьому світі працюють у звичному режимі, продовжуючи підтримувати людей у їхніх спільнотах речами, які їм потрібні в ці складні часи». Замміт також сказав, що компанія провела інтенсивні процедури, щоб забезпечити санітарну обробку робочих місць. Зокрема, він заявив, що «Amazon» очікує витратити понад 800 мільйонів доларів у першому півріччі на заходи безпеки від COVID-19, такі як закупівля компанією масок для обличчя, дезінфікуючих серветок та засобів для дезінфекції рук. «Amazon» також оголосив, що має намір витратити весь свій прибуток у другому кварталі, приблизно 4 мільярди доларів, на засоби для безпеки працівників.
22 грудня 2021 року 2 філіали «Amazon» у Чикаго оголосили страйк, вимагаючи покращення умов праці. Це був перший страйк на кількох філіалах «Amazon» у США.

#### Target
Представник профспілкової організації «Target Workers Unite» у Вірджинії Адам Раян заявив, що права працівників «Target» включають відпустку за хворобою, оплату за небезпечні умови праці, обмежений доступ до клієнтів, і перехід до самовивозу товарів лише з магазинів. Незважаючи на поступки, на які пішла компанія, Раян та інші працівники профспілки заявили, що цих поступок недостатньо, враховуючи, що працівникам уже обіцяли підвищення, а оплачувана відпустка не стосується кожного працівника.
У відповідь на страйки під час пандемії компанія «Target» повідомила, що має намір направити близько 300 мільйонів доларів на витрати, пов'язані з коронавірусом. Це включало підвищення заробітної плати, виплату за роботу в небезпечних умовах, догляд за дітьми, оплачувану відпустку через хворобу для літніх працівників та працівників з ослабленим імунітетом.

### Водії автобусів
17 березня в Детройті у штаті Мічиган водії автобусів оголосили так званий дикий страйк, тобто страйк, не узгоджений із місцевими профспілками, внаслідок нестачі засобів безпеки, зокрема захисник масок та засобів для дезинфекції автобусів, наступного дня всі їх вимоги задовольнили. Водії автобусів у Бірмінгемі в штаті Алабама також оголосили страйк.
24 вересня після суперечок щодо трудових контрактів працівники підприємства «Metro Transit» у Міннеаполісі та Сент-Полі в штаті Міннесота, вирішили розпочати страйк, якщо переговори й надалі будуть заходити в глухий кут.

### Дистрибуція та логістика
В Австралії у штаті Вікторія в розподільчому центрі «Coles» звільнилися з роботи позмінні працівники задля вимог щодо посилення заходів безпеки щодо COVID-19. Вимогами цього страйку були належне забезпечення та дотримання заходів соціального дистанціювання та додаткове постачання антибактеріальних серветок, і страйк був успішним у забезпеченні цих заходів. Працівники складу компанії «Barnes & Noble» у Нью-Джерсі оголосили страйк 7 квітня після того, як у 9 працівників підтвердився позитивний результат на COVID-19.
У Мемфісі в штаті Теннессі, 200 працівників складу компанії «Kroger» оголосили страйк після того, як виявилося, що в їх колеги підтвердився позитивний тест на коронавірус.

### Переробка харчових продуктів
Наприкінці березня 2020 року 50 працівників птахопереробного заводу «Purdue» у Кетліні в штаті Джорджія оголосили дикий страйк для покращення умов праці та виплат за роботу в шкідливих умовах. 27 квітня співробітники вийшли з заводу з переробки птиці «Pilgrim's Pride» в Колд-Спрінгу в штаті Міннесота на знак протесту проти того, як фірма піклується про безпеку працівників під час пандемії COVID-19. 28 квітня 50 працівників підприємства з вирощування свиней «Smithfield Foods» у Небрасці покинули роботу, коли почули, що завод не закривається після того, як у 48 співробітників підтверджено позитивний результат тесту на COVID-19. 7 травня працівники компанії «Allan Brothers» у штаті Вашингтон, які займаються фасуванням фруктів, звільнилися з роботи та протестували біля заводу, заявивши, що компанія недбало та непослідовно діє щодо запобігання COVID-19, і вимагали виплати за небезпечні умови праці.

### Бакалія
Кілька десятків пакувальників харчових продуктів, які працювали на підприємстві «Linden Foods» у Данганноні в Північній Ірландії залишили роботу внаслідок порушень санітарної безпеки. Менша кількість працівників звільнились з роботи або захворіла в компаніях «Instacart» і «Whole Foods Market», а також в інших компаніях.

### Промисловість
Працівники «General Electric» звільнилися з роботи з вимогою переобладнати заводи, щоб виготовляти апарати штучної вентиляції легень, яких внаслідок пандемії надзвичайно не вистачає. Робітники заводу «Fiat Chrysler» у Воррені в штаті Мічиган оголосили страйк унаслідок відсутності гарячої води для миття.
Промислові профспілки в італійському регіоні Ломбардія погрожували зупинити роботу та організовували страйки внаслідок небезпечних умов праці.
У січні 2021 року близько 200 працівників нафтопереробного заводу в Сент-Пол-Парку в штаті Міннесота оголосили страйк.

### Медичні працівники
Лікарі та медсестри державних медичних закладів Гонконгу наприкінці січня та на початку лютого оголосили двотижневий страйк на знак протесту проти відмови уряду Гонконгу закрити кордони для стримування епідемії. Профспілки медичних працівників попередили, що система охорони здоров'я неминуче розвалиться, якщо не буде введено суворий карантин на кордоні з материковим Китаєм.
У Папуа-Новій Гвінеї був запланований страйк за участі 4 тисяч медсестер унаслідок шкідливих умов праці. Лікарі та медсестри в державних лікарнях Зімбабве провели страйк у зв'язку з відсутністю засобів захисту. Санітарні працівники в Піттсбурзі в штаті Пенсільванія та в Медвеї у Великій Британії оголосили страйк через відсутність засобів захисту. Лікарі в Гонконзі, Джалалабаді, Джакарті та Ісламабаді погрожували страйками через відсутність засобів захисту.
Починаючи з 12 вересня, кілька сотень дипломованих медсестер та інших працівників лікарні Університету Іллінойсу в Чикаго взяли участь у страйках лікарні Університету Іллінойсу 2020 року.
13 жовтня близько 400 медсестер з лікарні Бекус в Коннектикуті оголосили страйк.
Медичні працівники М'янми, які боролися з поширенням COVID-19, оголосили страйк на знак протесту проти військового перевороту, який спричинив загальнонаціональний протест і рух громадянської непокори.
У березні 2021 року близько 150 технічних працівників Медичного центру Сент-Чарльз-Бенд у Бенді в штаті Орегон страйкували понад 10 днів. Того ж місяця страйкували медсестри лікарні Сент-Вінсент у Вустері в штаті Массачусетс.

### Ресторани та інші заклади громадського харчування
Страйки працівників мережі ресторанів «McDonald's» відбулися в Сан-Хосе у штаті Каліфорнія , де працівники скаржилися, що у них не вистачає мила, щоб помити руки, а 20 працівників «McDonald's» в Сісеро в штаті Іллінойс оголосили страйк через вимогу оплачуваних лікарняних згідно із законом штату Іллінойс, протест тривав 30 хвилин і приніс працівникам оплачувану відпустку через хворобу. Близько 100 працівників ресторанів і роздрібної торгівлі в Даремі та Ролі в штаті Північна Кароліна оголосили одноденний цифровий страйк проти небезпечних умов праці, низької зарплати та скороченого робочого дня. У квітні 2020 року працівники 30 ресторанів оголосили страйк через незадовільні умови безпеки на робочому місці.

### Роздрібна торгівля
500 працівників покинули роботу в магазині ASOS у Великій Британії, оскільки працівники хотіли дотримуватися соціальної дистанції.

### Санітарні служби
У графстві Кент у Великій Британії збирачі сміття та прибиральники вулиць, які працювали на підрядника «Medway Council» від «Norse Group», одноголосно проголосували за страйк через відсутність захисного одягу та небезпечні умови щодо інфікування коронавірусом. Після досягнення угоди страйки були скасовані.
У Новому Орлеані в США 5 травня 2020 року почали страйк працівники міських санітарних служб.

### Доставка
У порту Мельбурна затримали працівників пристані після того, як вони відмовилися розвантажувати вантаж із китайського судна через побоювання щодо можливості інфікування коронавірусом.

## Непов'язані відкладені страйки
В Італії запланований страйк транспортних авіакомпаній, не пов'язаний з COVID-19, був відкладений у лютому 2020 року.